# Holopterus laevigatus
Holopterus laevigatus là một loài bọ cánh cứng trong họ Cerambycidae.